# Berberis littoralis
Berberis littoralis là một loài thực vật có hoa trong họ Hoàng mộc. Loài này được Phil. mô tả khoa học đầu tiên năm 1860.